# ميشيل كونت
ميشيل كونت هو مغن مؤلف كندي، ولد في 17 يوليو 1932 في فيلنوف سور لوت في فرنسا، وتوفي في 5 يناير 2008.

## وصلات خارجية
- ميشيل كونت على موقع IMDb (الإنجليزية)
- ميشيل كونت على موقع ميوزك برينز (الإنجليزية)
- ميشيل كونت على موقع ديسكوغز (الإنجليزية)